# Семјон Франк
Семјон Људвигович Франк (рус. Семён Лю́двигович Франк; Москва, 28. јануар 1877 – Лондон, 10. децембар 1950) био је руски филозоф. Рођен је у јеврејској породици, постао је православни хришћанин 1912. године. Године 1922. протеран је из Совјетске Русије и живео је у Берлину. Године 1933. смењен је са места шефа Руског научног института. Године 1945. преселио се у Британију.

## Биографија
Семјон Људвигович Франк рођен је у Русији у јеврејској породици. Његов отац је био лекар и умро је када је дечак био мали, а васпитавао га је деда по мајци М. Росијански, ортодоскни Јеврејин, који га је научио хебрејски и одвео у синагогу. Преко свог очуха, популисте В.И. Зака, упознао се са делима Н. К. Михајловског и других револуционара.
У средњој школи се заинтересовао за марксизам. Године 1894. почео је да студира право на Московском универзитету, али је више времена проводио проповедајући социјализам радницима, али је до 1896. сматрао да су марксистичке економске теорије незадовољавајуће, иако је остао социјалиста. Године 1899. написао је револуционарни памфлет који га је протерао из Москве; па је у Берлину завршио студије филозофије и политичке економије. 1900. објавио је на руском језику Критику Марксове теорије вредности. Године 1901. вратио се у Русију и дипломирао на Универзитету у Казању. Након тога филозофија је постала његова главна преокупација.
Године 1908. оженио се Татјаном Сергејевном Барцевом (1886–1984) са којом ће имати четворо деце: Алексеја (1910–1969), Наталију (1912–1999), Василија (1920–1996) и Виктора.
Године 1912. прешао је у православно хришћанство и почео да предаје филозофију на Универзитету у Санкт Петербургу. Касније је написао: „Сматрам своје хришћанство као завршетак свог старозаветног васпитања, као органску еволуцију засновану на религиозним основама које сам прихватио у детињству“.
Он је 1913-1914 провео у Немачкој, где је написао Der Gegenstand des Wissens („Предмет знања“) за који је магистрирао (1916). Уследио је његов Душа Человека ('Мушка душа') (1917).
У лето 1917, он је постављен за декана факултета уметности новог Универзитета у Саратову. Године 1921. постављен је за катедру филозофије на Московском универзитету. Тамо се придружио филозофу Николају Берђајеву, који је руководио Слободном академијом духовне културе.
Дана 29. септембра 1922. око 160 истакнутих интелектуалаца и њихових породица протерано је (о свом трошку и не враћајући се без дозволе совјетских власти) на такозваним „бродом филозофа“ из Петрограда у Штетин, где су стигли 2. октобра.
Френк је остатак живота провео уз подршку Светског савета цркава и његовог пријатеља Лудвига Бинсвангера који је био један од најпознатијих психијатара на свету. Од 1930-их, сарадња са екуменским часописима и организацијама постаје све важнија за Франка. У децембру 1931. изабран је за шефа Руског научног института (РСИ) у Берлину. Седмог априла 1933. Закон о обнављању професионалне државне службе захтевао је аријевски сертификат од свих запослених и службеника у јавном сектору, укључујући образовање. Његово јеврејско порекло га је учинило незапосленим у Немачкој. Неколико месеци га је наследио Иван Иљин, а затим Адолф Ерт. У јануару 1936. Франк је престао да сарађује са Кантовским друштвом. Бежећи од нацистичког прогона, преселио се у Париз 1937. године. Током изгнанства објавио је неколико књига и чланака на руском језику и чланке на немачком, француском и један на холандском De Russische Wereldbeschouwing (1932). Према Вилему Адолфу Висер 'т Хофту, он је био велики ауторитет у религији и метафизици.
Он и његова жена преживели су Други светски рат скривајући се у близини Гренобла; захваљујући залагању Џ. Р. Р Толкина, Франк је добио стипендију Светског савета цркава. У раним годинама рата написао је Бог са нама, прво његово дело које је преведено на енглески (објављено 1946). Године 1945. он и његова жена су се преселили у Британију. Френк је умро од рака плућа (?) у Лондону. Он и његова супруга сахрањени су на гробљу Хендон у Лондону.

## Метафизички либертаријанизам
Филозофија Семјона Франка била је заснована на знању онтолошке теорије. То значи да је знање било интуитивно у целини, али и логички апстрактно; логика ограничена само на део бића. Френк је учио да је постојање биће али и постајање. Као постајање, човек има динамички потенцијал. Дакле, нечија будућност је неодређена јер је стварност и рационална и ирационална а стварност укључује јединство рационалности и ирационалности, односно нужности и слободе. Франков став је био за постојање слободне воље.

## Дела
- Vekhi [Landmarks] (1907)
- Der Gegenstand des Wissens. Grundlagen und Grenzen der begrifflichen Erkenntnis [Knowledge. Principles and Limitations of Conceptual Perception] (1915) (French translation, 'La Connaissance et l'etre', 1937)
- Dusha Cheloveka (1917) (English tr., 'Man's Soul', 1993)
- The Methodology of the Social Sciences (1921) [in Russian]
- Vvedenie v philosophiyu (i.e. 'Introduction to Philosophy') (1922)
- Zhivoe znanie (1923)
- Krushenie kumirov [i.e. 'The Downfall of idols'] (1924)
- Religion and Science [in Russian] (1924)
- Smysl zhizni (1926) (English tr., 'The Meaning of Life', 2010)
- The Basis of Marxism [in Russian] (1926)
- Die geistigen Grundlagen der Gesellschaft (1930) [also in Russian] (English tr., 'The Spiritual foundations of society', 1987)
- Realität und Mensch [Reality and Mankind]
- Nepostizimoe (i.e. 'The Unfathomable') (1939) (English tr., 'The unknowable: an ontological introduction to the philosophy of religion', 1983)
- God With Us: Three Meditations ... Translated from the Russian by Natalie Duddington (1946)
- Light and Darkness [in Russian] (1949) (English tr., 'Light shineth in darkness', 1989)
- V. Solovyev: an anthology (1950)
- Reality and man (1956)